# Jakub I. Bourbonský
Jakub I. Bourbonský (francouzsky Jacques I. de Bourbon-La Marche, 1319 – 6. dubna 1362) byl hrabě z Ponthieu a La Marche a také předek všech francouzských králů od Jindřicha IV., který získal trůn v roce 1589. Jeho otcem byl Ludvík I. Bourbonský, matka Marie z Avesnes. Od roku 1351 do roku 1360 vlastnil titul hraběte z Ponthieu a od roku 1356 do své smrti titul hraběte z La Marche.

## Stoletá válka
Zúčastnil se několika tažení ve stoleté válce. Společně s maršálem Robertem z Waurin velel armádě na hranicích s Vlámskem. Směřovali k Béthune, hlavnímu městu severovýchodního Artois, které ještě bylo ve francouzských rukou, přestože Vlámové již již oblast obsazovali. Shromáždili zde většinu francouzských pohraničních sil včetně posádky z města Béthune, vedené Karlem z Montmorency z oblasti kolem Lille a Karlem de la Cerda s většinou mužů z Aire a Saint-Omer. V noci 13. června 1347 napadli vlámský tábor. Nicméně Vlámům se podařilo přeskupit a zahájit protiútok dříve než překročili hranice.
Roku 1349 se stal velitelem v Languedocu. Po pádu Calais v roce 1347 bylo uzavřeno příměří, avšak roku 1349 vypukla znovu otevřená válka. Nejvýraznější událostí roku byl nájezd Jindřicha Grosmonta, I. vévody z Lancasteru, hluboko do oblasti Languedocu až k hradbám Toulouse. Na začátku roku 1350 bylo Jakubovi I. předáno velení armády shromažďující se v Moissacu. Velení převzal 22. února. Tam téměř okamžitě začal jednat s Lancastery za zprostředkování dvou papežských legátů. Výsledkem bylo příměří, jenž se zprvu omezovalo na oblast Languedocu a provincie, kde velel Jakub, ale v dubnu toho roku bylo rozšířeno i na zbytek Francie.

## Navarra se přidala do války
V roce 1354 byl jmenován konstáblem Francie. V lednu a únoru 1355 se podílel na plánování obnovení války s Anglií. Válka se brzy stala nedůležitou záležitostí, neboť francouzská vláda se zapletla do intrik Karla II. V květnu 1355 vyšlo najevo, že začne otevřená válka mezi králem Francie a králem Navarry, který byl spojencem Anglie. Jakub patřil na stranu, která stála proti královnám vdovám Janě a Blance, a přimlouval se u Jana II. Karlovým jménem. Ten nakonec ustoupil a souhlasil s odpuštěním Karlovi.
Nicméně v době, kdy dopisy Jana II. dosáhly Pamplony, pochodovali Karel a jeho armáda na poloostrov Cotentin v Normandii. Když zprávy dorazily 4. června do Paříže, bylo nezbytné připravit obranu Normandie. Zformovaly se dvě armády. Větší armáda, které velel konstábl, byla umístěna v Caen. Jakub byl také jmenován jedním ze tří smírčích zástupců, kteří se měli setkat s Karlem Navarrským, aby mohl vysvětlit novou situaci. Karel Navarrský dorazil do Cherbourg 5. července a brzy na to začal jednání. Výsledkem byla smlouva z Valognes uzavřená dne 10. září. Mezi ustanovením smlouvy bylo, že se Karel má vzdát sedmi zděných měst, hradů a zámků v Normandii ve prospěch konstábla Francie.

## Válka v Toulouse
Na podzim 1355 byl konstábl Jakub na jihu, kde se společně s Janem z Armagnaku, který velel armádě místních vojáků a maršálem Jan z Clermontu chystal obranu proti očekávané invazi Eduarda, prince z Walesu. Vojska prince udeřila jižněji než se očekávalo a tak francouzští velitelé spěchali na jih do Toulouse, kde se připravili na obléhání. Dne 28. října princ přešel řeku Garonnu a Ariège v místech, kde nikdy předtím nikdo s koňmi nepřebrodil a pochodoval na sever. Očekávalo se, že napadne Toulouse, ale místo toho pokračoval směrem na východ na území dosud nedotčené válkou a do značné míry bezbranné. Dne 8. listopadu obsadil Narbonne. Jakub a Jan z Armagnaku postupovali a založili tábor u města Homps na řece Aude, tím mu odřízli ústup a donutili ho bojovat podle jejich podmínek, přesto se bitva nekonala, protože francouzští velitelé se rozhodli ustoupit na západ směrem k Toulouse. Poslední příležitost k zastavení Angličanů bylo zničení mostu přes řeky Janem V., přesto se Eduardovi podařilo vrátit do Anglie. Přestože konstábl Jakub nesouhlasil se strategií Jana z Armagnaku a podal králi jeho vlastní svědectví nemohl uniknout vině a kritice namířené proti všem třem velitelům.

## Bitva u Poitiers
V květnu 1356 unavený politickými intrikami odstoupil z úřadu konstábla, ale účastnil se bitvy u Poitiers, kde byl zajat Angličany, propuštěn byl smlouvou z Brétigny.

## Smrt
Brzy po jeho návratu ze zajetí, král Jan II. Francouzský pověřil Jakuba a Jana z Tancarville postavit armádu k vojenským akcím v Burgundsku. Jakub a Tancarville shromáždili svou armádu v Brignais. Ráno dne 6. dubna 1362 byli napadeni. V bitvě, která následovala byl Jakub a jeho nejstarší syn smrtelně zraněn. Z bojiště byli převezeni do Lyonu. Jakub zemřel a Petr jej přežil o pár dní. Byli pohřbeni v místním kostele jakobínů a poté byly jejich ostatky převezeny do rodové nekropole v kostele sv. Jiří ve Vendôme.

## Vývod z předků
|                     |                         |  |                        |                                 |  |  |  |  |  |  |  | Ludvík VIII. Francouzský |
|                     |                         |  |                        |                                 |  |  |  |  |  |  |  |                          |
|                     | Ludvík IX. Francouzský  |  |                        |                                 |  |  |  |  |  |  |  |                          |
|                     |                         |  |                        |                                 |  |  |  |  |  |  |  |                          |
|                     |                         |  |                        | Blanka Kastilská                |  |  |  |  |  |  |  |                          |
|                     |                         |  |                        |                                 |  |  |  |  |  |  |  |                          |
|                     | Robert z Clermontu      |  |                        |                                 |  |  |  |  |  |  |  |                          |
|                     |                         |  |                        |                                 |  |  |  |  |  |  |  |                          |
|                     |                         |  |                        | Ramon Berenguer V. Provensálský |  |  |  |  |  |  |  |                          |
|                     |                         |  |                        |                                 |  |  |  |  |  |  |  |                          |
|                     | Markéta Provensálská    |  |                        |                                 |  |  |  |  |  |  |  |                          |
|                     |                         |  |                        |                                 |  |  |  |  |  |  |  |                          |
|                     |                         |  |                        | Beatrix Savojská                |  |  |  |  |  |  |  |                          |
|                     |                         |  |                        |                                 |  |  |  |  |  |  |  |                          |
|                     | Ludvík I. Bourbonský    |  |                        |                                 |  |  |  |  |  |  |  |                          |
|                     |                         |  |                        |                                 |  |  |  |  |  |  |  |                          |
|                     |                         |  |                        | Hugo IV. Burgundský             |  |  |  |  |  |  |  |                          |
|                     |                         |  |                        |                                 |  |  |  |  |  |  |  |                          |
|                     | Jan Burgundský          |  |                        |                                 |  |  |  |  |  |  |  |                          |
|                     |                         |  |                        |                                 |  |  |  |  |  |  |  |                          |
|                     |                         |  |                        | Jolanda z Dreux                 |  |  |  |  |  |  |  |                          |
|                     |                         |  |                        |                                 |  |  |  |  |  |  |  |                          |
|                     | Beatrix Burgundská      |  |                        |                                 |  |  |  |  |  |  |  |                          |
|                     |                         |  |                        |                                 |  |  |  |  |  |  |  |                          |
|                     |                         |  |                        | Archambaud IX. Bourbonský       |  |  |  |  |  |  |  |                          |
|                     |                         |  |                        |                                 |  |  |  |  |  |  |  |                          |
|                     | Anežka Bourbonská       |  |                        |                                 |  |  |  |  |  |  |  |                          |
|                     |                         |  |                        |                                 |  |  |  |  |  |  |  |                          |
|                     |                         |  |                        | Jolanda ze Châtillonu           |  |  |  |  |  |  |  |                          |
|                     |                         |  |                        |                                 |  |  |  |  |  |  |  |                          |
| Jakub I. Bourbonský |                         |  |                        |                                 |  |  |  |  |  |  |  |                          |
|                     |                         |  |                        |                                 |  |  |  |  |  |  |  |                          |
|                     |                         |  | Bouchard IV. z Avesnes |                                 |  |  |  |  |  |  |  |                          |
|                     |                         |  |                        |                                 |  |  |  |  |  |  |  |                          |
|                     | Jan I. z Avesnes        |  |                        |                                 |  |  |  |  |  |  |  |                          |
|                     |                         |  |                        |                                 |  |  |  |  |  |  |  |                          |
|                     |                         |  |                        | Markéta II. Flanderská          |  |  |  |  |  |  |  |                          |
|                     |                         |  |                        |                                 |  |  |  |  |  |  |  |                          |
|                     | Jan II. Holandský       |  |                        |                                 |  |  |  |  |  |  |  |                          |
|                     |                         |  |                        |                                 |  |  |  |  |  |  |  |                          |
|                     |                         |  |                        | Floris IV. Holandský            |  |  |  |  |  |  |  |                          |
|                     |                         |  |                        |                                 |  |  |  |  |  |  |  |                          |
|                     | Adéla Holandská         |  |                        |                                 |  |  |  |  |  |  |  |                          |
|                     |                         |  |                        |                                 |  |  |  |  |  |  |  |                          |
|                     |                         |  |                        | Matylda Brabantská              |  |  |  |  |  |  |  |                          |
|                     |                         |  |                        |                                 |  |  |  |  |  |  |  |                          |
|                     | Marie z Avesnes         |  |                        |                                 |  |  |  |  |  |  |  |                          |
|                     |                         |  |                        |                                 |  |  |  |  |  |  |  |                          |
|                     |                         |  |                        | Walram III. Limburský           |  |  |  |  |  |  |  |                          |
|                     |                         |  |                        |                                 |  |  |  |  |  |  |  |                          |
|                     | Jindřich V. Lucemburský |  |                        |                                 |  |  |  |  |  |  |  |                          |
|                     |                         |  |                        |                                 |  |  |  |  |  |  |  |                          |
|                     |                         |  |                        | Ermesinda Lucemburská           |  |  |  |  |  |  |  |                          |
|                     |                         |  |                        |                                 |  |  |  |  |  |  |  |                          |
|                     | Filipa Lucemburská      |  |                        |                                 |  |  |  |  |  |  |  |                          |
|                     |                         |  |                        |                                 |  |  |  |  |  |  |  |                          |
|                     |                         |  |                        | Jindřich II. z Baru             |  |  |  |  |  |  |  |                          |
|                     |                         |  |                        |                                 |  |  |  |  |  |  |  |                          |
|                     | Markéta z Baru          |  |                        |                                 |  |  |  |  |  |  |  |                          |
|                     |                         |  |                        |                                 |  |  |  |  |  |  |  |                          |
|                     |                         |  |                        | Filipa z Dreux                  |  |  |  |  |  |  |  |                          |
|                     |                         |  |                        |                                 |  |  |  |  |  |  |  |                          |